# Aphrophila luteipes
Aphrophila luteipes är en tvåvingeart som beskrevs av Alexander 1926. Aphrophila luteipes ingår i släktet Aphrophila och familjen småharkrankar. Inga underarter finns listade i Catalogue of Life.